# Garrulaxe du Ngoc Linh
Trochalopteron ngoclinhense
Espèce
Statut de conservation UICN

 EN  : En danger
Le Garrulaxe du Ngoc Linh (Trochalopteron ngoclinhense) est une espèce de passereaux de la famille des Leiothrichidae.

## Répartition
Cet oiseau est endémique du Viêt Nam, il se rencontre sur le mont Ngoc Linh (en) (chaîne Annamitique).

## Classification
Le nom valide complet (avec auteur) de ce taxon est Trochalopteron ngoclinhense (Eames (d), Trai (d) & Cu (d), 1999).
L'espèce a été initialement classée dans le genre Garrulax sous le protonyme Garrulax ngoclinhensis Eames, Trai & Cu, 1999,.
Ce taxon porte en français le nom vernaculaire ou normalisé suivant : Garrulaxe du Ngoc Linh.
Trochalopteron ngoclinhense a pour synonyme :
- Garrulax ngoclinhensis Eames, Le Trong Trai & Nguyen Cu, 1999

### Étymologie
Son épithète spécifique, composée de ngoclinh et du suffixe latin -ense « qui vit dans, qui habite », fait référence à sa localité type, le mont Kon Ka Kinh. 

### Publication originale
- (en) Jonathan C. Eames, Le Trai Trong et Nguyen Cu, « A new species of laughingthrush (Passeriformes: Garrulacinae) from the Western Highlands of Vietnam », Bulletin of the British Ornithologists' Club, Londres, vol. 119, no 1,‎ 1999, p. 4-15 (ISSN 0007-1595, e-ISSN 2513-9894, lire en ligne, consulté le 24 juillet 2024).